# Бремон, Мари
Мари Марта Августина Леметр-Бремон (фр. Marie Marthe Augustine Lemaitre-Brémont; 25 апреля 1886, Ноэлле — 6 июня 2001, Канде, Франция) — французская долгожительница, была признана самым старым живущим человеком с 2 ноября 2000 года и до её смерти 6 июня 2001 года в возрасте 115-ти лет и 42 дней. Бремон считается пятой старейшей долгожительницей Франции после Жанны Кальман, Люсиль Рандон Жанны Бот, и Мари-Роз Тессье.

## Биография
Мари Бремон родилась в Ноэлле на западе Франции 25 апреля 1886 года. Её первый муж, железнодорожник Констан Леметр погиб вскоре после Первой мировой войны от полученных там ранений. Вышла замуж второй раз за Флорентина Бремона, умершего в 1967 году. Детей у Мари не было. В течение своей жизни она работала фермером и на фармацевтической фабрике. В 103 года она сломала руку, когда попала под машину.
Мари Бремон умерла естественной смертью в доме престарелых в возрасте 115-ти лет и 42-ух дней в Канде, департамент Мен и Луара.